# Bradypodion pumilum
Espèce
Synonymes
- Lacerta pumila Gmelin, 1789
- Chamaeleo thermophilus Gravenhorst, 1807
- Chamaeleo margaritaceus Merrem, 1820

Statut CITES
Statut de conservation UICN

 NT B1b(iii) : Quasi menacé
Bradypodion pumilum est une espèce de sauriens de la famille des Chamaeleonidae. Cette espèce effectue une reproduction vivipare, donc met au monde des petits en vie.

## Répartition
Cette espèce se rencontre en Afrique du Sud, dans le sud du Mozambique et dans le sud de la Namibie.

## Description

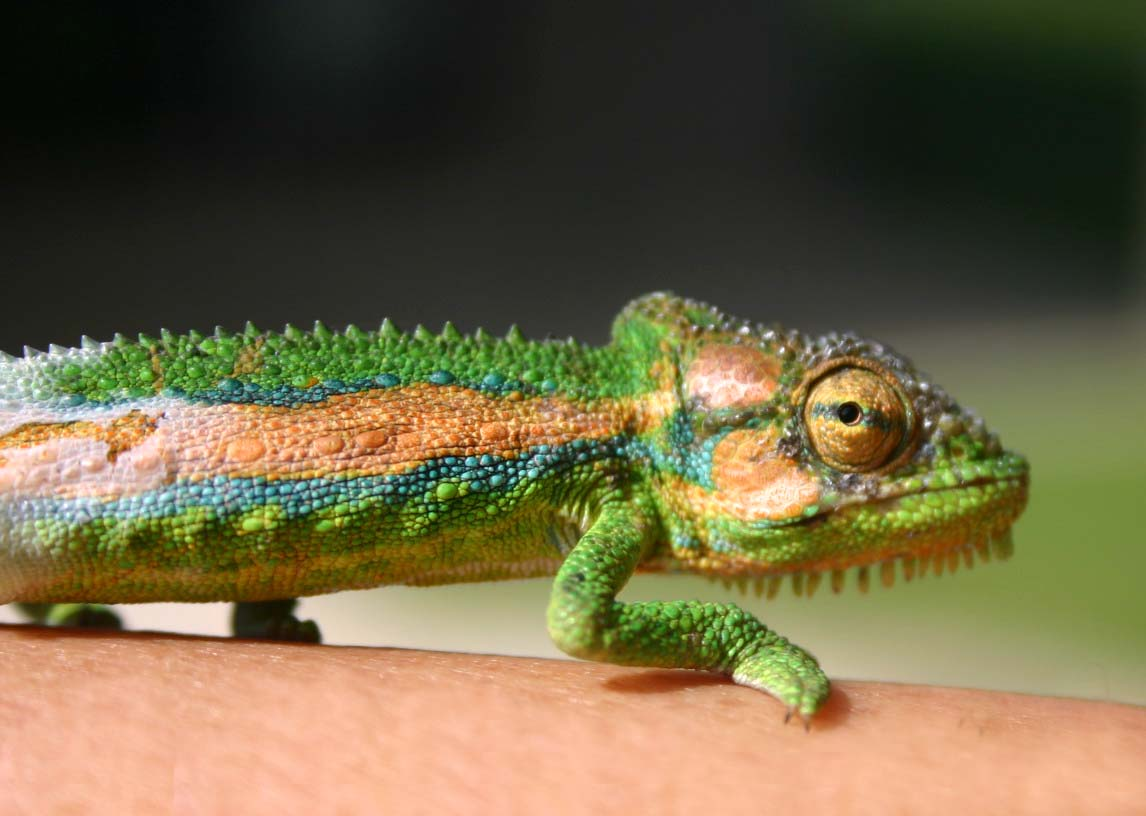
Bradypodion pumilum

C'est un caméléon ovovivipare atteignant environ 15 centimètres (queue incluse). Ce sont des lézards lents avec des mouvements saccadés pour imiter le mouvement des feuilles. Lorsqu'ils sont dérangés ils peuvent se gonfler et pousser un sifflement pour effrayer leur prédateur.

## Taxinomie
Les nombreuses sous-espèces ont été élevées au rang d'espèce.

## Publication originale
- Gmelin, 1789 : Caroli a Linné Systema naturae. 13. ed., Tom 1 Pars 3. G. E. Beer, Lipsiae, p. 1033-1516.